# 拉姆森峰

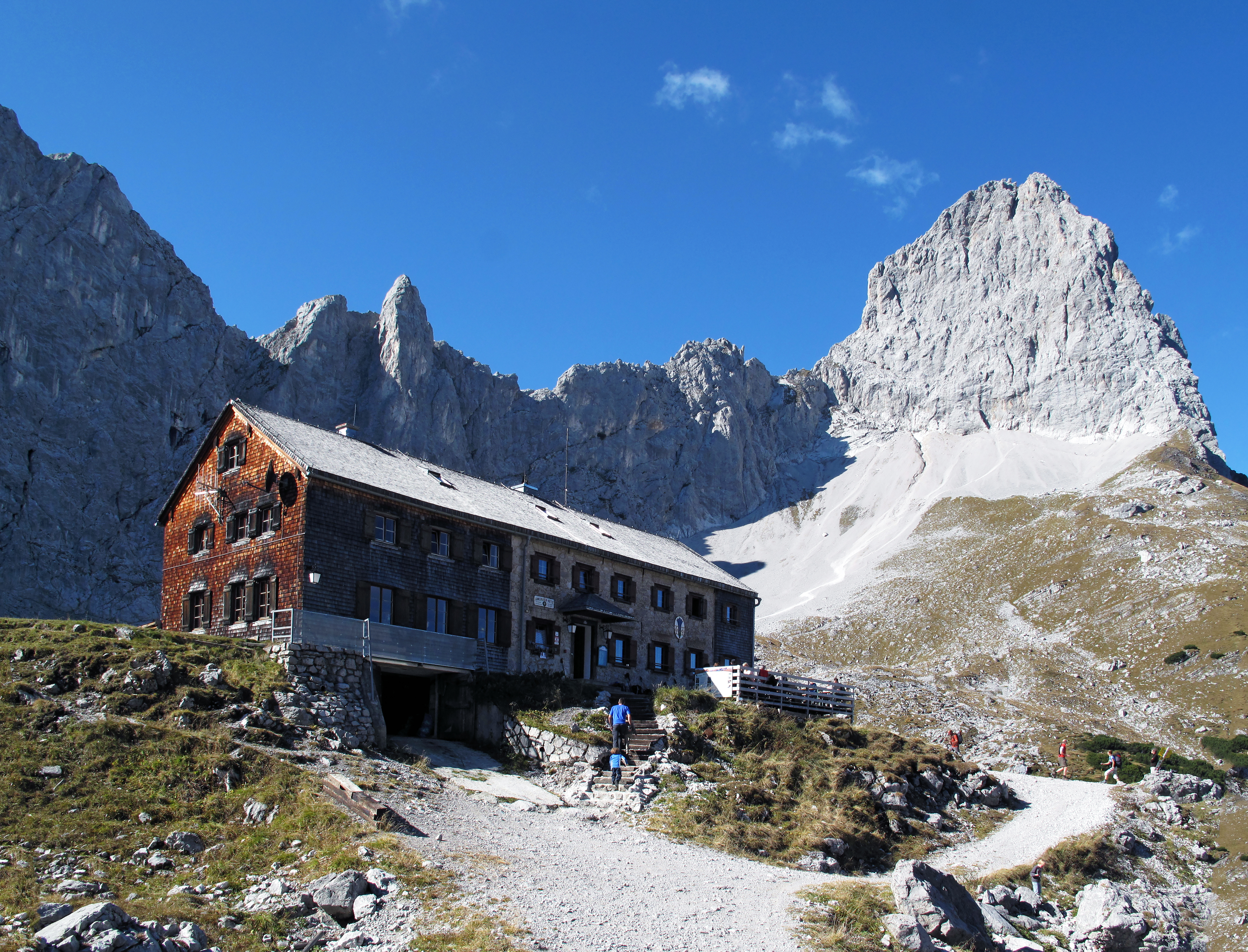

47°22′58″N 11°35′28″E / 47.382778°N 11.591111°E
拉姆森峰（德語：Lamsenspitze），是奧地利的山峰，位於該國西部，由蒂羅爾州負責管轄，屬於卡爾文德爾山脈的一部分，距離霍赫格呂克山1.7公里，海拔高度2,508米，人類在1843年首次登頂。